# Distenia punctulata
Distenia punctulata là một loài bọ cánh cứng trong họ Cerambycidae.